# Gelek Rimpoché
Rinpoché
Tashi Namgyal (abbé du monastère de Guyto) -
Kyabjé Guélèk Rinpoché (tibétain : སྐྱབས་རྗེ་དགེ་ལེགས་རིན་པོ་ཆེ།, Wylie : skyabs rje dge legs rin po che) aussi appelé Ngawang Gelek Demo, est un lama de l'école gelugpa du bouddhisme tibétain, né à Lhassa au Tibet le 26 octobre 1939, et mort le 15 février 2017 à Ann Arbor dans le Michigan aux États-Unis.
Son nom personnel est Ngawang Guélèk tandis que Kyabjé Rimpoché sont des titres qui signifie « enseignant » (litt, « seigneur de refuge ») et « précieux », respectivement. Exilé en Inde, il est devenu laïc, renonçant à la vie monastique, avant de s'installer aux États-Unis où il a fondé Jewel Heart. 

## Biographie
Tulkou, Gelek Rimpoché a été reconnu par Pabongka Rinpoché comme réincarnation d'un abbé du monastère de Guyto, Tashi Namgyal, incarnation de Nyare Kentrul. Il étudia à l'université monastique de Drépung, où il a reçu le titre et diplôme de guéshé Lharampa, le plus haut de la tradition gelugpa, à un âge exceptionnellement jeune.
Fils de Tenzin Gyatso (Demo Rinpoché), frère de Demo Wangjoe Dorjee, Guélèk est un neveu du 13e dalaï-lama, Thubten Gyatso. Il a été instruit par un grand nombre de maîtres dont Gyungdung Rinpoché et Lhatsun Rinpoché, et les tuteurs du 14e et actuel dalaï-lama, Tenzin Gyatso.
En 1959, Guélèk a fui en Inde et séjourna dans un camp de réfugiés à Buxador avant de rejoindre Dharamsala où il fut l'un des premiers étudiants de l'École des jeunes lamas. En 1963, il a renoncé à la vie monastique et s'est marié en 1969. Il a travaillé à New Delhi comme éditeur, directeur de la Maison du Tibet à Delhi, et animateur de radio à All India Radio. Il effectua plus de 1 000 interviews en compilant l'histoire orale de la chute du Tibet aux communistes chinois. En 1988, il fonda Jewel Heart, « une organisation spirituelle, culturelle et humanitaire qui transpose l'ancienne sagesse du bouddhisme tibétain dans la vie contemporaine. » Devenu citoyen américain, il a vécu à Ann Arbor dans le Michigan où il est mort.
Le poète Allen Ginsberg a été l'un des membres les plus connus de Jewel Heart. Ginsberg a rencontré Guélèk Rinpoché par l'intermédiaire du compositeur contemporain Philip Glass en 1989.

## Publication
- (en) Gelek Rimpoché, Lojong Mind Training in Seven Points, Jewel Heart (lire en ligne)
- 37 Wings of Change, Jewel Heart